# Paphiopedilum adductum
Paphiopedilum adductum är en orkidéart som beskrevs av Asher. Paphiopedilum adductum ingår i släktet Paphiopedilum och familjen orkidéer. IUCN kategoriserar arten globalt som akut hotad. Inga underarter finns listade i Catalogue of Life.